# Eulbach
Eulbach ist ein Weiler in der Gemarkung Würzberg in Michelstadt im südhessischen Odenwaldkreis. Hier liegen das Jagdschloss Eulbach und der Eulbacher Park und hier wurden die Reste des römischen Kastells Eulbach gefunden. Der Ort war Namensgeber und erster Standort des Eulbacher Marktes.

## Geographische Lage
Eulbach liegt im Osten des Stadtgebietes von Michelstadt an der bayerischen Landesgrenze auf dem Höhenzug, der das Mümlingtal im Westen vom Mudtal im Osten trennt. Die Umgebung des Weilers ist bis auf einige Grünlandflächen wie die Große Hofwiese bewaldet.

## Geschichte
In römischer Zeit verlief auf dem Eulbacher Höhenzug in Nord-Süd-Richtung der Neckar-Odenwald-Limes und hier lag das Kastell Eulbach.
Die älteste erhalten gebliebene urkundliche Erwähnung  als Ulenbuch datiert von 819. Da Eulbach auf einer Höhe liegt, weitab von nennenswerten Wasserläufen, wäre die historische Namensform Eulbuch treffender, abgeleitet von dem mit Eichen vermischen Buchenwald, der sich in dieser Gegend fand „und wo etwa vor diesem viel Eulen gewesen seyn mögen“.
Dokumentiert ist, dass im Jahr 1398 Pfalzgraf Ruprecht den Schenk Eberhard von Erbach mit dem Dorf Eulbach belehnte. Das Dorf Eulbach, das im Jahr 1623 auf 11 Huben 81 Einwohner zählte, fiel im Dreißigjährigen Krieg infolge von Brandschatzung und Pest wüst. 1690 entstand anstelle der Wüstung aus der ganzen Gemarkung ein Hofgut der Grafen von Erbach-Erbach. Hierfür nicht benötigte Flächen wurden weitgehend aufgeforstet.
Eulbach gehörte zum Amt Erbach der Grafschaft Erbach, die mit der Mediatisierung 1806 zum Großherzogtum Hessen kam. Ab 1822 gehörte Eulbach zum Landratsbezirk Erbach, ab 1852 zum Kreis Erbach (ab 1939: „Landkreis Erbach“), der – mit leichten Grenzberichtigungen – seit 1972 Odenwaldkreis heißt. Nach Auflösung des Amtes Erbach 1822 nahm die erstinstanzliche Rechtsprechung für Eulbach das Landgericht Michelstadt wahr, ab 1879 das Amtsgericht Michelstadt.
Im Jahr 1962 wurde Eulbach in die Gemarkung des südlich gelegenen Nachbardorfes Würzberg eingegliedert. Zu Michelstadt kam Eulbach am 1. Februar 1972, als sich Würzberg anlässlich der Gebietsreform in Hessen freiwillig der Stadt Michelstadt anschloss.

## Kultur und Sehenswürdigkeiten

### Kulturdenkmäler
Große Teile von Eulbach mit Jagdschloss, dem Forsthaus mit sämtlichen Nebengebäuden, dem ehemaligen Ökonomiehof (Gasthaus) und dem Englischen Garten samt seinem Interieur sind als Gesamtanlage unter Denkmalschutz gestellt worden.

### Englischer Landschaftspark

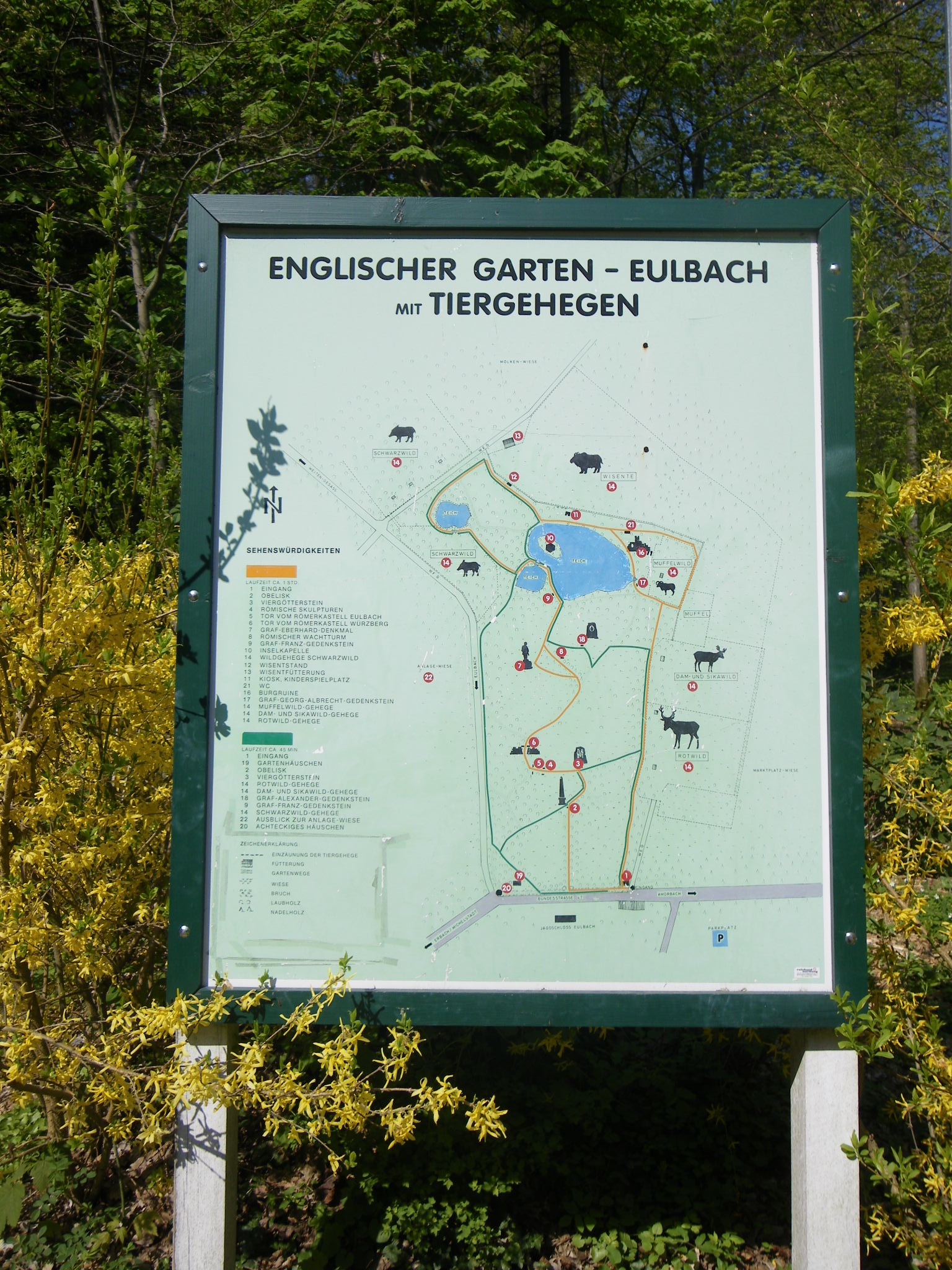
Englischer Landschaftspark Eulbach

Im Jahr 1771 ließ Graf Franz zu Erbach-Erbach in Eulbach ein Jagdhaus errichten, das um 1800 erweitert und als gräflicher Sommersitz eingerichtet wurde. Hinzu kamen 1802 ein Forsthaus, Stallungen und östlich des Schlossgartens ein großer Ökonomiehof mit Hofjägerei. Graf Eberhard ließ 1846 das Jagdhaus zu einem kleinen Schloss ausbauen, das zum Wohnsitz der gräflichen Familie wurde. Schon 1795–98 hatte Graf Franz rings um Eulbach einen riesigen Wildpark von ca. 3.000 Hektar anlegen lassen, der aber bald erheblich verkleinert wurde und seit 1912 nur noch eine Restfläche von rund 400 Hektar für Hirsche, Wildschweine und Wisente umfasst. In den Jahren 1802–1807 ließ Graf Franz nördlich des Jagdhauses den Englischen Garten anlegen, der als Eulbacher Park zu einem bedeutenden Anziehungspunkt für Besucher wurde. Nicht zuletzt rief Graf Franz im Jahr 1802 einen abgabenfreien Markt ins Leben, der immer noch als Eulbacher Markt bekannt ist, obwohl er 1824 nach Erbach verlegt wurde und dort den Namen Erbacher Wiesenmarkt erworben hat.

## Verkehr und Infrastruktur
Eulbach liegt an der Bundesstraße 47, der Nibelungenstraße, die von der Kernstadt Michelstadt im Westen am Jagdschloss vorbei über Boxbrunn nach Amorbach im Osten führt. Westlich von Eulbach zweigt die Kreisstraße K 45 von der Bundesstraße nach Süden ab und führt durch Würzberg zur Landesgrenze in Richtung Breitenbuch. Knapp östlich von Eulbach zweigt die Landesstraße L 3349 nach Norden ab und führt weiter nach Vielbrunn. Eine direkte Straßenverbindung zum geografisch unmittelbar benachbarten Dorf Weiten-Gesäß besteht nicht.

## Regelmäßige Veranstaltungen
- Juni: Gartenmesse Odenwald-Country-Fair (seit 2010 jährlich)[4]